# Église Saint-Georges de Courmelles
L'église Saint-Georges est une église située à Courmelles, en France.

## Localisation
L'église est située sur la commune de Courmelles, dans le département de l'Aisne.

## Historique
|  |  |

|  |  |  |

## Protection
Le monument est classé au titre des monuments historiques en 1907.

## Galerie

### L'église Saint-Georges

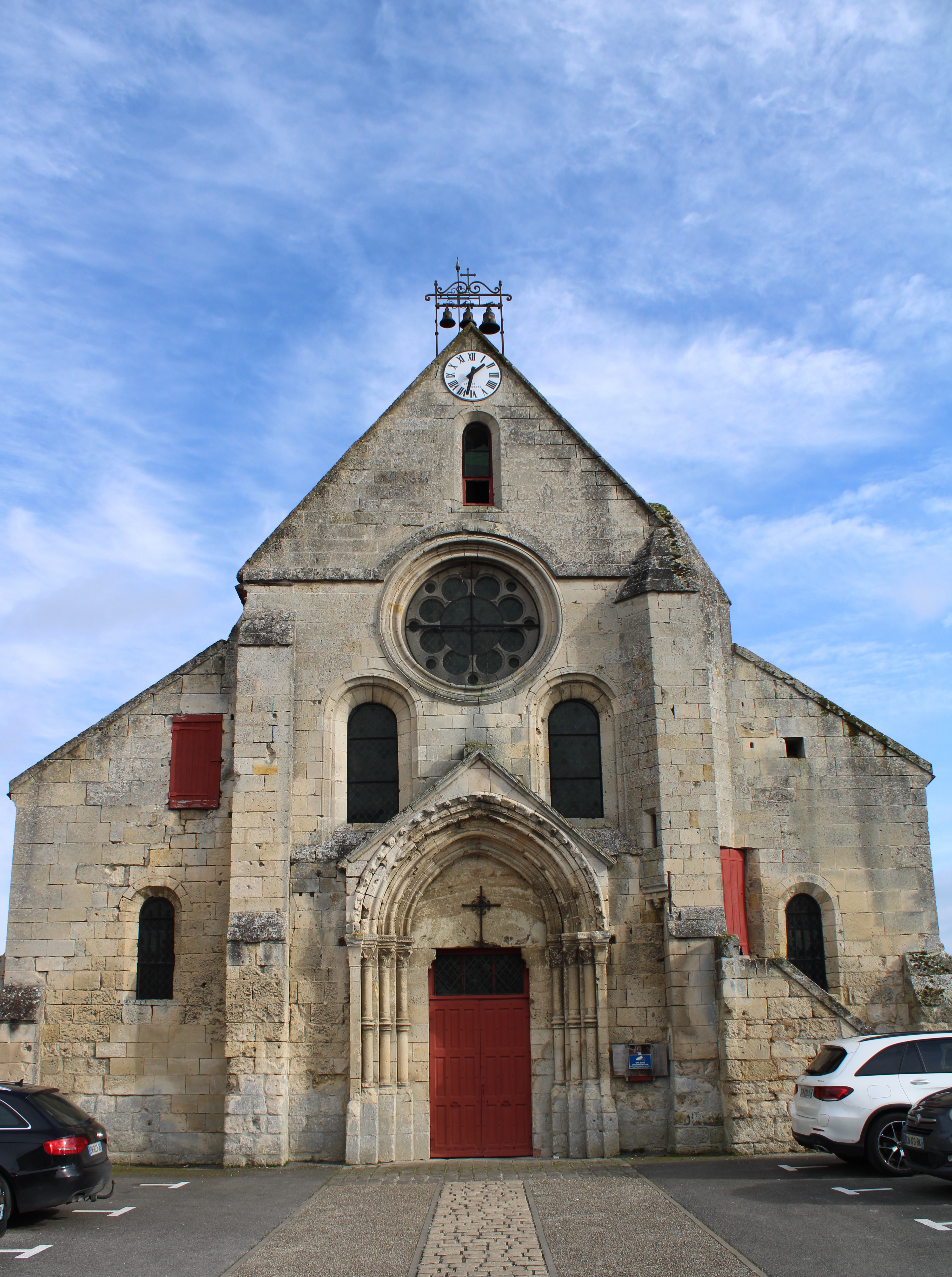
La façade.
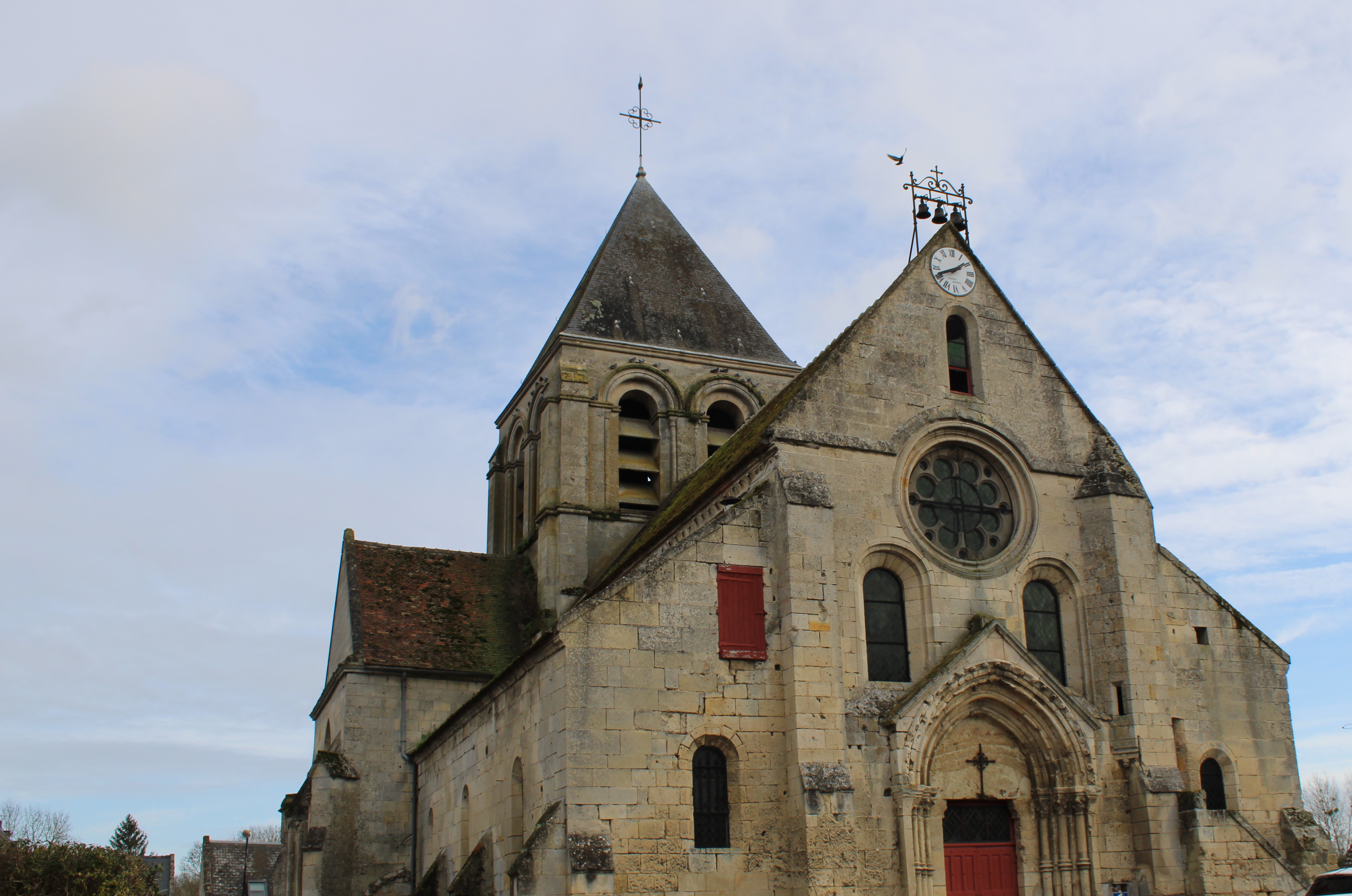
Vue de l'église.
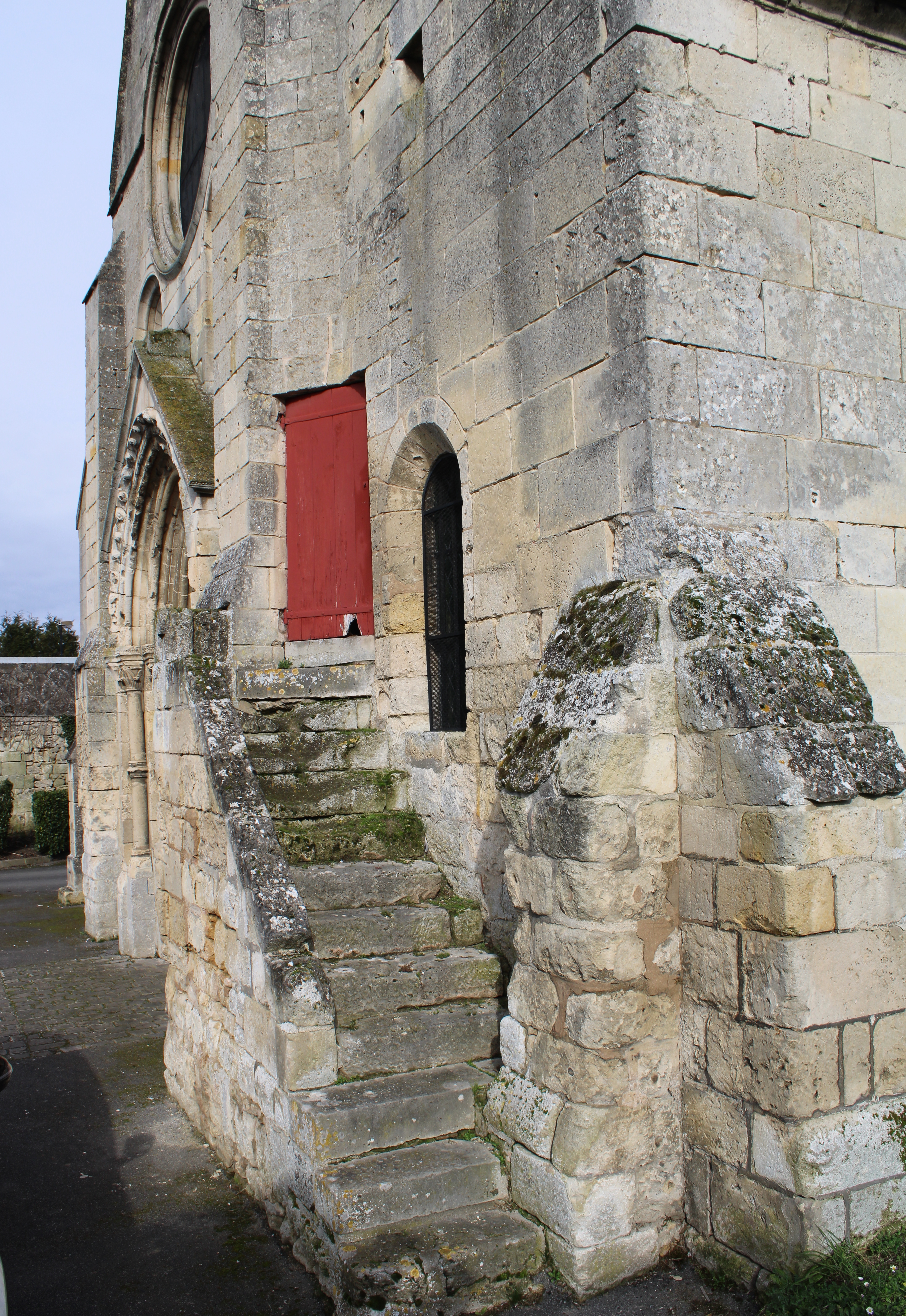
Escalier extérieur pour accéder à la tour.
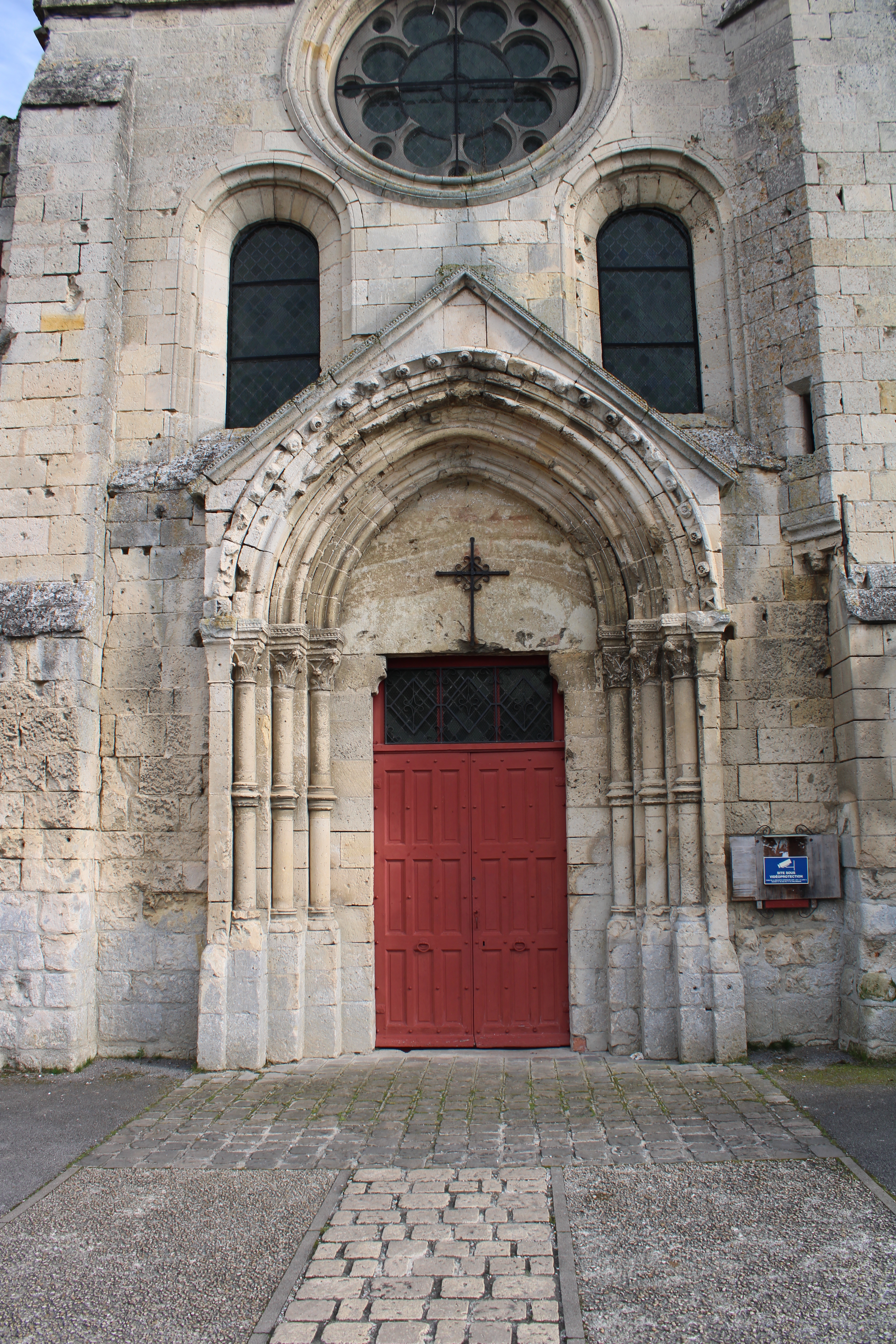
Le porche.
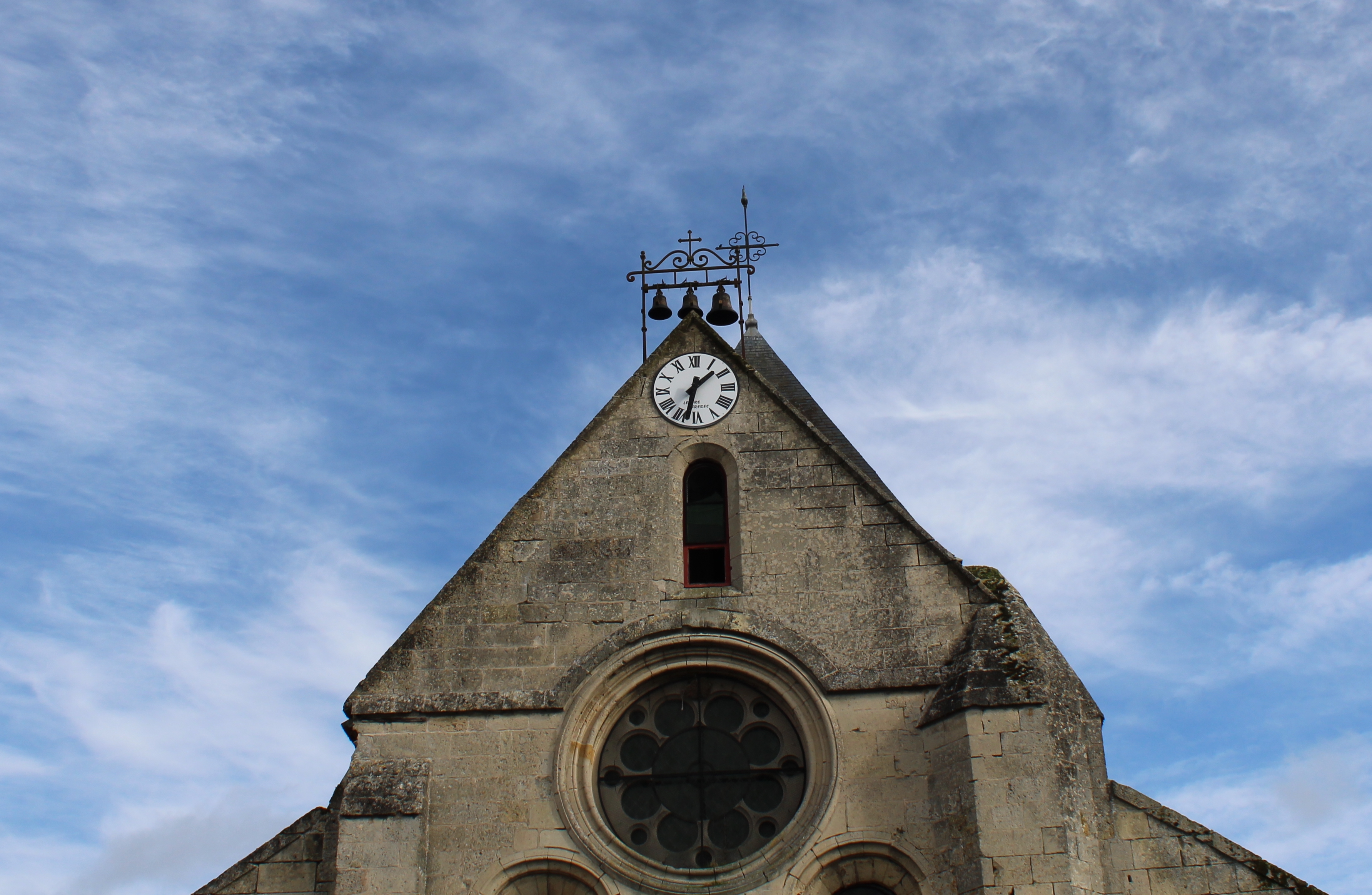
Les trois cloches extérieures.

### Les modillons du chevet

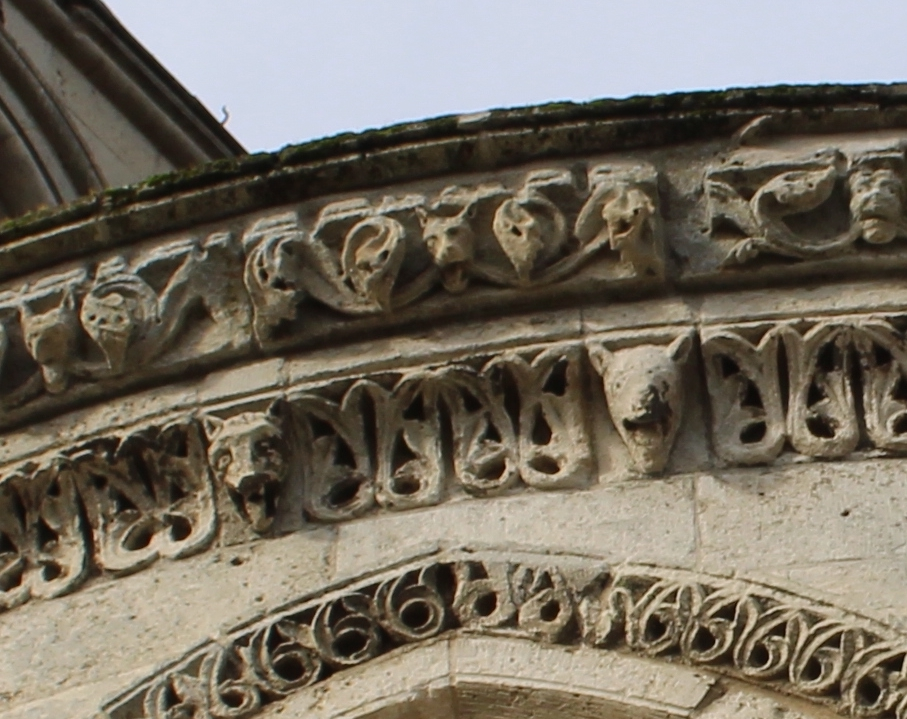
Détail des modillons du chevet : loup, porc.
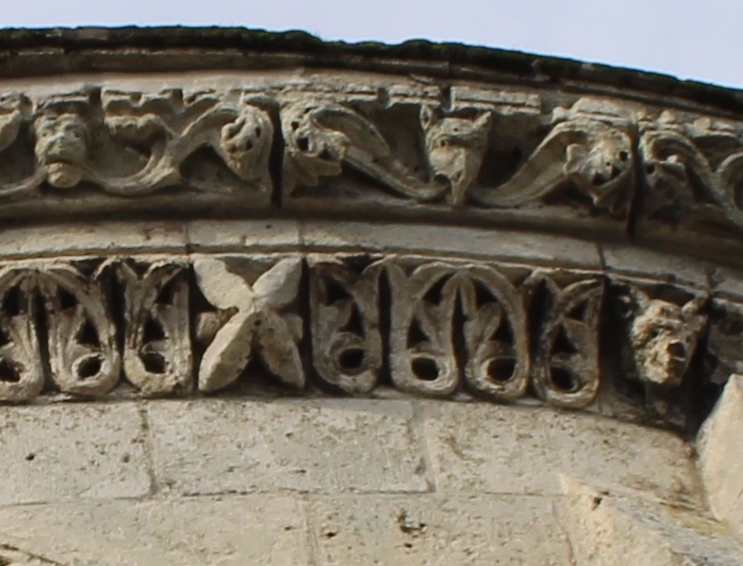
Détail des modillons du chevet : figure humaine  et animaux.
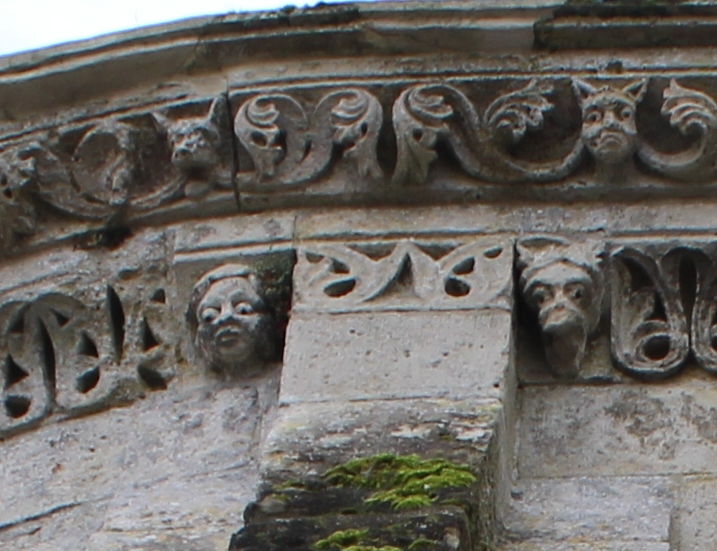
Détail des modillons du chevet : figure humaine et animaux antropomorphes.
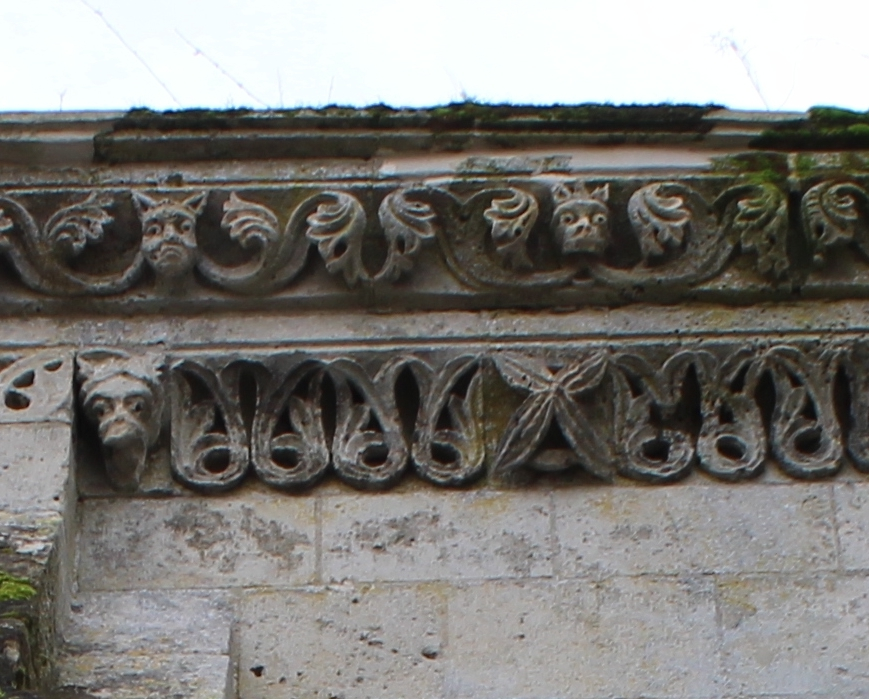
Détail des modillons du chevet.
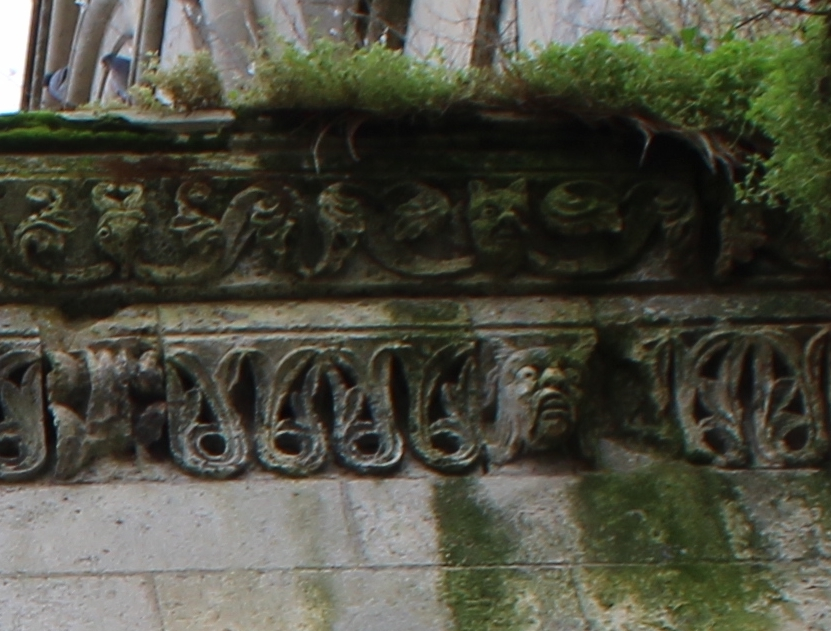
Détail des modillons du chevet : animaux antropomorphes